# サウジアラビアの鉄道

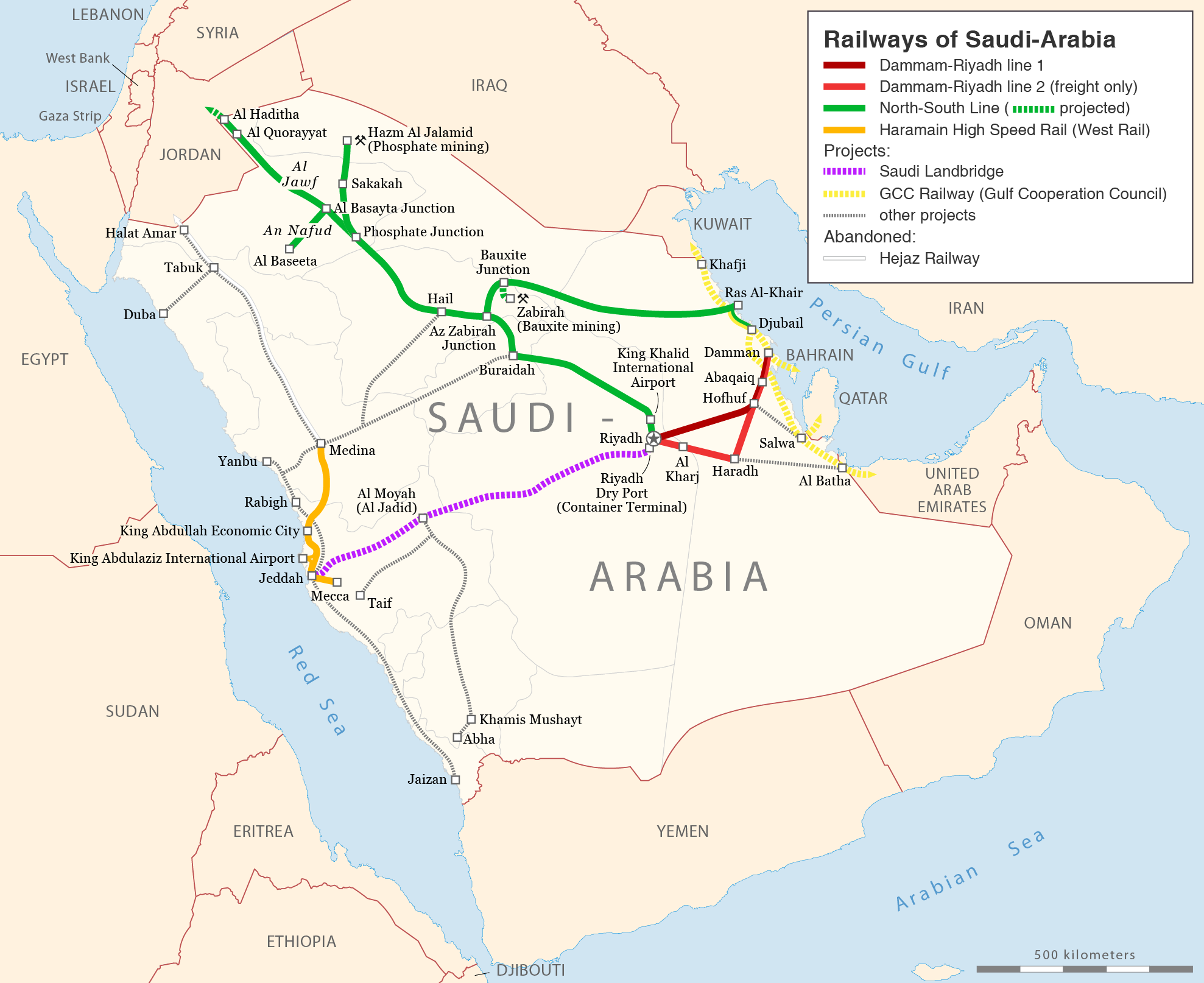
サウジアラビアの鉄道網

サウジアラビアの鉄道では、サウジアラビアにおける鉄道について記す。

## 軌間
サウジアラビアの鉄道の軌間は標準軌である。

## 鉄道史
- ヒジャーズ鉄道を参照。
- 1951年10月 リヤド～ダンマーム間に貨物用単線が開通
- 1981年 リヤド～ダンマーム間に旅客用単線（ダンマームリヤド線)を運行開始
- 2018年10月11日 ハラマイン高速鉄道営業開始

## 事業者
- サウジアラビア鉄道公社（SAR）
- サウジアラビア鉄道機構（英語版）（SRO）

## 路線
- ハラマイン高速鉄道 メッカ - ジッダ - マディーナ（メディナ）
- ダンマーム - アブカイク - フフーフ - リヤド （旅客鉄道）
- ダンマーム - アブカイク - フフーフ - ハラド（英語版） - アル・カルジ（英語版） - リヤド （貨物鉄道）
- リヤド - ブライダ - ハーイル - アル＝ハディーサ（英語版）
- Jalamid(Hazm Al-Jalamid)（ジャラミド） - ハーイル - Ras Al-Khair - ジュバイル

## 隣接国との鉄道接続状況

### 北部
- クウェート - 接続なし
- イラク - 接続なし
- ヨルダン - 接続なし

### 南部
- イエメン - 接続なし
- オマーン - 接続なし
- アラブ首長国連邦 - 接続なし
- カタール - 接続なし

### その他
バーレーンとは海上道路橋（キング・ファハド・コーズウェイ）で結ばれている。
- バーレーン - 接続なし